# ニーダー＝オルム
ニーダー＝オルム (独: Nieder-Olm)はドイツ連邦共和国 ラインラント＝プファルツ州マインツ＝ビンゲン郡にある市。2006年11月6日から市となった。ニーダー＝オルム連合自治体 (独: Verbandsgemeinde Nieder-Olm) の行政庁所在地である。

## 姉妹都市
- ルセ＝シュル＝ウルス(Recey-sur-Ource) (フランス 1967年から）
- ブッソレンゴ(Bussolengo) (イタリア 1984年から）
- ラルクディア(L'Alcúdia) (スペイン 1989年から）